# Папа Агатије
Папа Агатије (лат. Agatho; 10. јануар 681.) је био 79. папа од 27. јуна 678. до 10. јануара 681.